# Raisa Vasiljeva
Raisa Nikonovna Vasiljeva (russisk: Раи́са Ни́коновна Васи́льева, tr. Raísa Níkonovna Vasílyeva, født 15. oktober 1948) er en sovjetisk og russisk sangerinde og skuespillerinde. En folkekunstner fra RSFSR, Ukraine og Tadsjikistan.

## Biografi
Raisa Vasilyeva blev født den 15. oktober 1948 i Šmatai, en del af den litauiske SSR. Hendes forældre var Nikon Vasiljev og Anisija Fediuskina, og hun voksede op med sin bror Pavel og søster Liubov. Vasiljevas professionelle karriere begyndte i 1968, da hun begyndte at synge i lokale byklubber nær Jonava (litauiske SSR).
I 1969 optrådte Vasiljeva ved en koncert i Moskva og mødte Jekaterina Furtseva, den sovjetiske kulturminister. Furtseva introducerede derefter Vasiljeva til det sovjetiske pladeselskab "Melodiya", hvor han spillede på hendes første officielle LP'er. I 1973 modtog Vasiljeva sin første ærestitel - hun blev en folkekunstner fra Karelske ASSR. Hendes forhold til Furtseva og det sovjetiske kulturministerium var godt, men til tider turbulent, da Vasiljeva nægtede at optræde i adskillige shows på sovjetisk stats-tv som svar på censur fra Valerij Obodzinskij, en anden berømt sovjetisk sanger, som var Vasilyevas ven. På trods af det forblev Vasiljeva stadig den sovjetiske radiodirektør Sergej Lapins yndlingssanger.
I 1980, efter krigens start i Afghanistan, kom Vasiljeva til at synge foran sovjetiske soldater. Efter hjemkomsten fra Afghanistan organiserede hun den store koncertturné i hele Sovjetunionen.
Efter Sovjetunionens sammenbrud faldt Raisa Vasiljevas berømmelse betydeligt. Hun fik arbejde i et musikkensemble for mennesker med handicap og ledede senere dette ensemble. Efter hendes mands, Antanas Armonas, død i 2018, synger Raisa Vasiljeva sjældent offentligt. Hun var gift med Antanas Armonas og havde ingen børn.
Raisa Vasiljeva var en af de mest berømte sangere i Sovjetunionen.